# Fenestrulina candida
Fenestrulina candida är en mossdjursart som först beskrevs av William MacGillivray 1860.  Fenestrulina candida ingår i släktet Fenestrulina och familjen Microporellidae. Inga underarter finns listade i Catalogue of Life.